# Anoscopus petrophilus
Anoscopus petrophilus är en insektsart som beskrevs av Lindberg 1954. Anoscopus petrophilus ingår i släktet Anoscopus och familjen dvärgstritar. Inga underarter finns listade i Catalogue of Life.